# Iván Villar
Iván Villar Martínez (Aldán, 9 de julio de 1997), más conocido como Iván Villar, es un futbolista español que juega de portero en el R. C. Celta de Vigo de la Primera División de España.

## Carrera deportiva
Nacido en Cangas do Morrazo (Aldán), Iván Villar, ingresó de joven en la cantera del Rápido Bahía, equipo que dejó para ir a la cantera del Celta en 2008.
A partir de 2013 formó parte del Real Club Celta de Vigo "B", debutando con el segundo equipo del club celeste el 13 de octubre con sólo 16 años, en un partido en la Segunda División B ante la Cultural Leonesa.
El 14 de mayo de 2017 debutó con el primer equipo en Primera División en una derrota por 1-3 frente al Deportivo Alavés. A partir del verano de ese mismo año se convirtió en un jugador del primer equipo exclusivamente.
Durante la segunda parte de la temporada 2017-18 estuvo cedido en el Levante Unión Deportiva. Volvió a ser prestado tres años después, marchándose en agosto de 2021 al Club Deportivo Leganés por una temporada.
En 2022 vuelve al Real Club Celta de Vigo como portero suplente, pero debido a la grave lesión de Agustín Marchesín, Villar se convierte en el portero titular del Celta por lo que resta de la temporada 22-23. El 18 de marzo rompe el record de imbatibilidad de 385 minutos de Pinto y Rubén Blanco como guardametas del club celeste, dejando su portería a cero durante 430 minutos.

## Clubes
| Club                    | País   | Año       |
| ----------------------- | ------ | --------- |
| R. C. Celta de Vigo "B" | España | 2013-2017 |
| R. C. Celta de Vigo     | España | 2017-act. |
| Levante U. D. (cedido)  | España | 2018      |
| C. D. Leganés (cedido)  | España | 2021-2022 |
| R. C. Celta de Vigo     | España | 2022-act. |